# Larus dominicanus

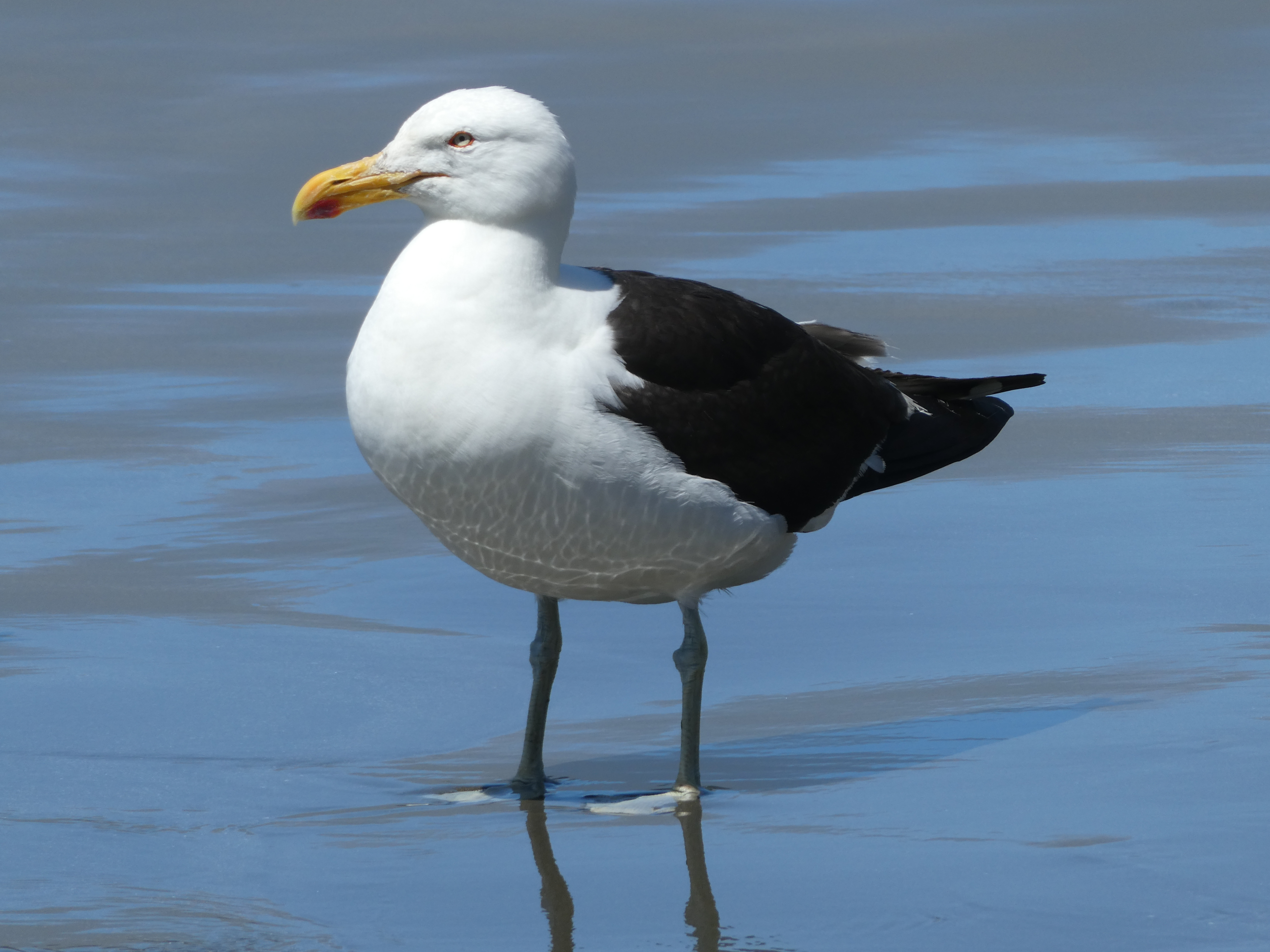
Gaviota dominicana en Puñihuil, Isla Grande de Chiloé.

La gaviota dominicana o gaviota cocinera (Larus dominicanus) es una especie de ave Charadriiforme de la familia Laridae que habita las costas e islas del Hemisferio Sur.
Pese a su nombre, no es proveniente de República Dominicana ni se ha hallado ahí. Se le llama "dominicana" por sus colores blanco y negro, que son los usuales de los religiosos dominicos.

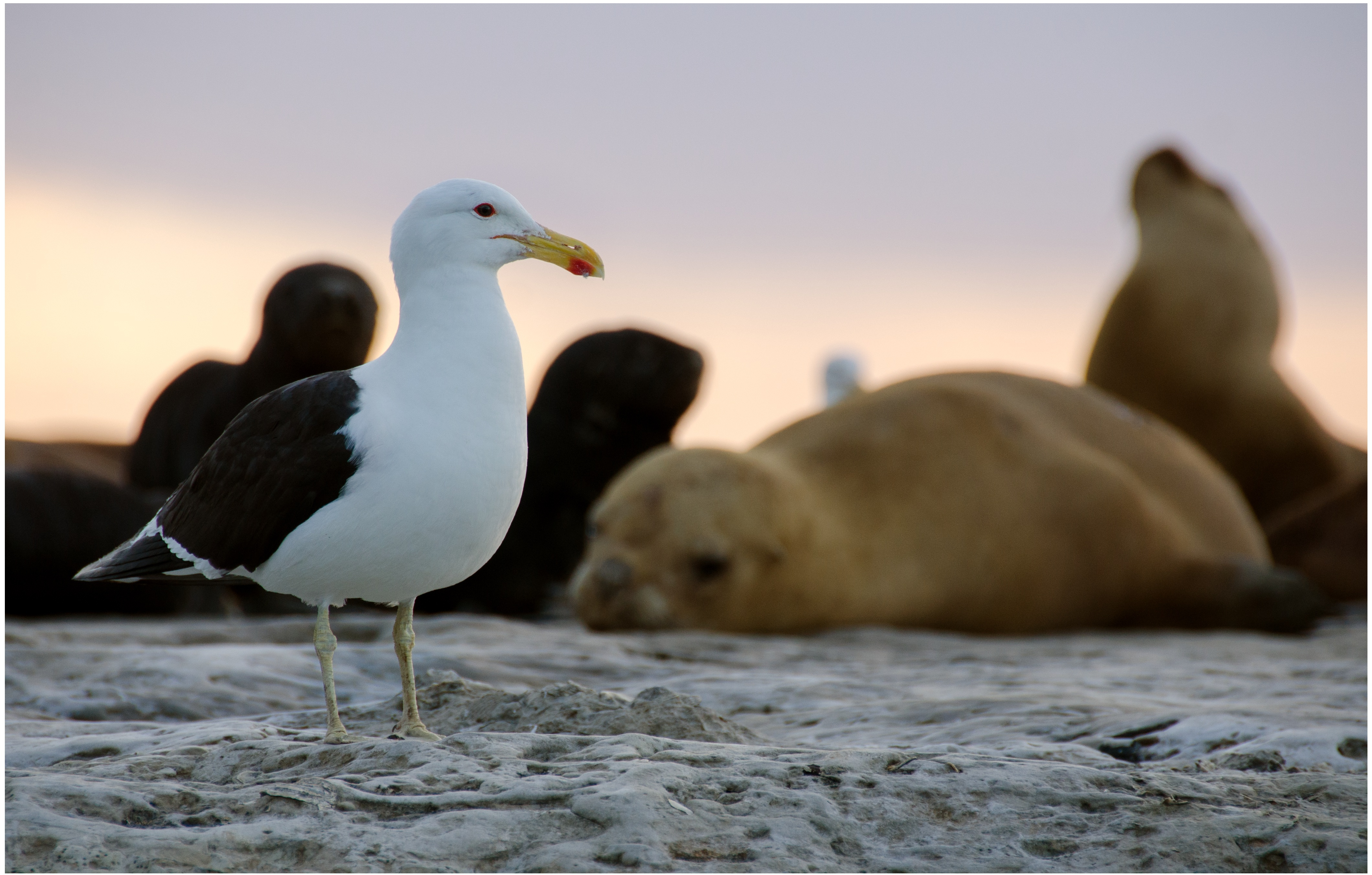
Larus dominicanus en la costa de Puerto Pirámides.

## Descripción
Los adultos tienen las partes superiores y alas de color negro. La cabeza, pecho, y cola son de color blanco. El pico es amarillo con una mancha roja y las patas tienen coloración amarilla. Miden entre 55 y 60 cm de largo y unos 128 cm de largo alar. La llamada o canto es estridente. Los juveniles tienen el dorso negro-castaño escamoso y tardan cuatro años en alcanzar la madurez. Se han observado alimentándose de las ballenas francas vivas por lo menos desde 1996.

## Hábitat
Es una gaviota principalmente costera. El nido es una depresión poco profunda en la tierra con vegetación y plumas. La hembra normalmente pone 2 o 3 huevos. Ambos padres alimentan los polluelos jóvenes. Se encuentra en variadas zonas, desde costas hasta incluso la Patagonia y Antártida. Sus poblaciones se están expandiendo debido a la oferta alimenticia de los basurales a cielo abierto, ocupando ecosistemas de agua dulce5.

## Alimentación
Son aves omnívoras como la mayoría de las gaviotas del género Larus; recogen basura y presas pequeñas a medianas para alimentarse.

## Subespecies

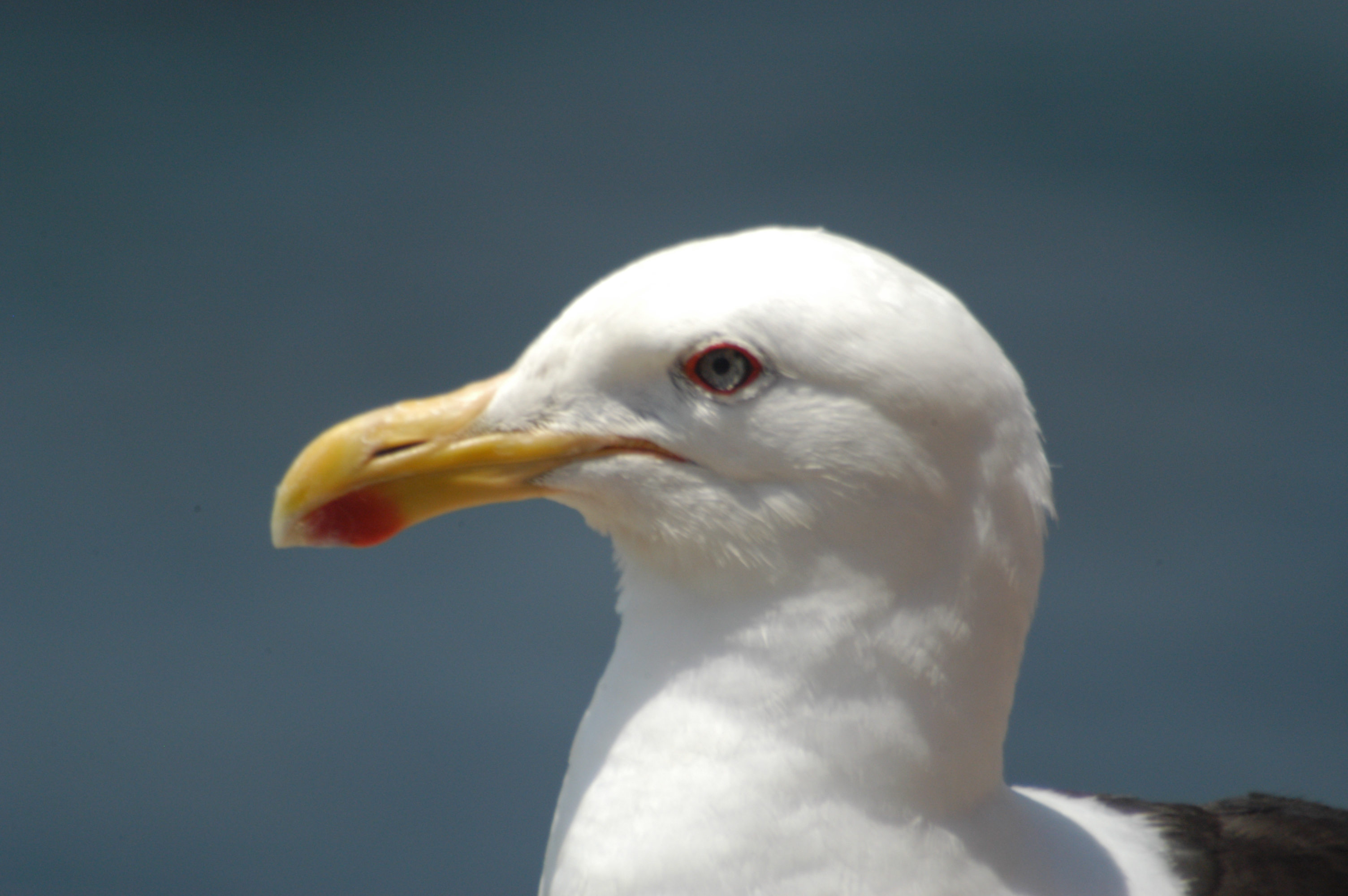
Rostro de Larus dominicanus, en Concón, Chile.

Existen cinco subespecies de Larus dominicanus:
- Larus dominicanus vetula - se distribuye en África del Sur
- Larus dominicanus dominicanus - es la subespecie encontrada alrededor de América del Sur y partes de Australia, donde solapa con la gaviota del Pacífico.
- Larus dominicanus judithae
- Larus dominicanus melisandae
- Larus dominicanus austrinus - se distribuye sólo en la Antártida.[7]